# Åbotjärnen
Åbotjärnen är en sjö i Åre kommun i Jämtland och ingår i Indalsälvens huvudavrinningsområde. Sjön har en area på 0,468 kvadratkilometer och ligger 456,4 meter över havet. Åbotjärnen ligger i Skäckerfjällen Natura 2000-område.

## Delavrinningsområde
Åbotjärnen ingår i det delavrinningsområde (707374-133152) som SMHI kallar för Utloppet av Åbotjärnen. Medelhöjden är 502 meter över havet och ytan är 3,3 kvadratkilometer. Det finns inga avrinningsområden uppströms utan avrinningsområdet är högsta punkten. Vattendraget som avvattnar avrinningsområdet har biflödesordning 3, vilket innebär att vattnet flödar genom totalt 3 vattendrag innan det når havet efter 372 kilometer. Avrinningsområdet består mestadels av skog (61 procent) och öppen mark (15 procent). Avrinningsområdet har 0,47 kvadratkilometer vattenytor vilket ger det en sjöprocent på 14,1 procent.